# Cattedrali a Bermuda
Questa è una lista delle cattedrali presenti nel territorio d'oltremare britannico di Bermuda.

## Cattedrale cattolica
| Cattedrale                                                    | Diocesi                       | Città    | Dedicazione             | Immagine |
| ------------------------------------------------------------- | ----------------------------- | -------- | ----------------------- | -------- |
| Cattedrale di Santa Teresa di Lisieux St. Theresa's Cathedral | Diocesi di Hamilton a Bermuda | Hamilton | Santa Teresa di Lisieux |          |

## Cattedrale anglicana
| Cattedrale                                                             | Diocesi                     | Città    | Dedicazione   | Immagine |
| ---------------------------------------------------------------------- | --------------------------- | -------- | ------------- | -------- |
| Cattedrale della Santissima Trinità Cathedral of the Most Holy Trinity | Chiesa anglicana di Bermuda | Hamilton | Santa Trinità |          |